# Fascine

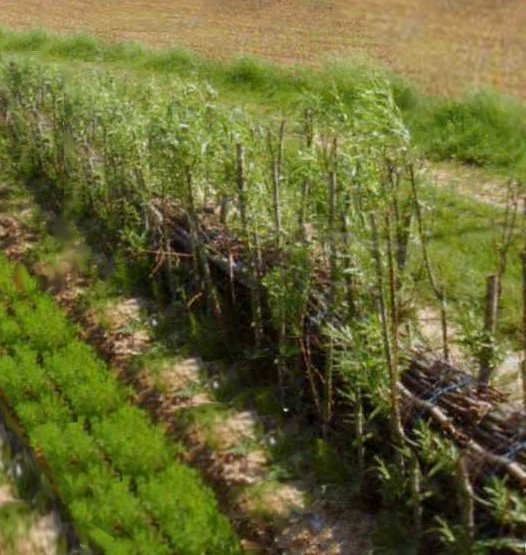
Haie de saules incorporant des fascines en fagots pour stabiliser des terrains soumis au ruissellement, Pas-de-Calais, France.

Une fascine (du bas latin fascenina, « faisceau, botte ») est une structure composée de branchages enchevêtrés et assemblés de manière à former un barrage, en amont duquel les matériaux fins s'accumulent. Ce fagot de branchages est utilisé pour combler des fossés, réparer de mauvais chemins, modérer l'érosion des sols par ruissellement et par le vent (érosion éolienne) sur les dunes (technique qui peut remplacer celle des ganivelles) et les petits bassins versants, et faire des ouvrages de défense. Elle peut aussi servir à faire du petit-bois pour allumer le feu.
La pose de fascines où l'ouvrage constitué de ces branchages s'appelle « fascinage ».

## Les fascines au cours du temps
Selon Didier et al. (2023), on estime que les fascines ont été employées dès le mésolithique pour construire des pièges à poissons. Des découvertes archéologiques montrent leur utilisation dans les infrastructures d'irrigation des civilisations mésopotamiennes. 
La littérature chinoise mentionne également tôt l'utilisation de fascines en ingénierie, notamment pour canaliser l’eau des fleuves ou réparer des digues. Ces travaux ont parfois consommé des quantités astronomiques de fascines. L’historien de l’environnement Ling Zhang, a décrit la catastrophe écologique provoquée pendant la dynastie Song, aux XIe et XIIe siècles. Le fascinage des crues du fleuve Jaune a abouti à l’abattage de tous les arbres, y compris ceux qu’un édit impérial interdisait de prélever sur les bords même du fleuve.
En Occident, les ouvrages abordant le fascinage décrivent déjà des techniques maîtrisées et complexes, exploitant parfois les propriétés du vivant. Des ingénieurs comme Lupicini en 1587 préconisent des structures immergées partiellement pour protéger les berges de l'érosion. Il s’agit d’une sorte de plate-forme à échouer composée de fascines, lestée et puissamment charpentée, renforcée de liens de saule et constituée « de bois tendre capables de germer, tels que des saules, etc., mis en place à l’état frais ». Au XVIIe siècle, l'ingénieur hollandais Cornelis Mejier suggère dans un traité illustré de protéger les berges en doublant celles-ci d'une digue de pilotis garnie de fascines de saule. De même, l'ingénieur français Bourdet, en 1771, recommande l'utilisation de fascinages faits de bois de bouture comme le saule pour renforcer les digues contre la glace.
Le XVIIIe siècle voit l'émergence de deux traités importants, l'un par le français Forest de Belidor et l'autre par l'allemand Reinhard Woltman, démontrant l'intensité des échanges internationaux sur ces techniques.
Au XIXe siècle en France, le génie végétal prend de l'ampleur, notamment avec la prise de conscience des conséquences de la surexploitation des ressources végétales en montagne. Les lois de 1860 et 1882 sur la restauration et la conservation des terrains en montagne génèrent une littérature technique abondante, en particulier sur le contrôle des torrents.

## Utilisations

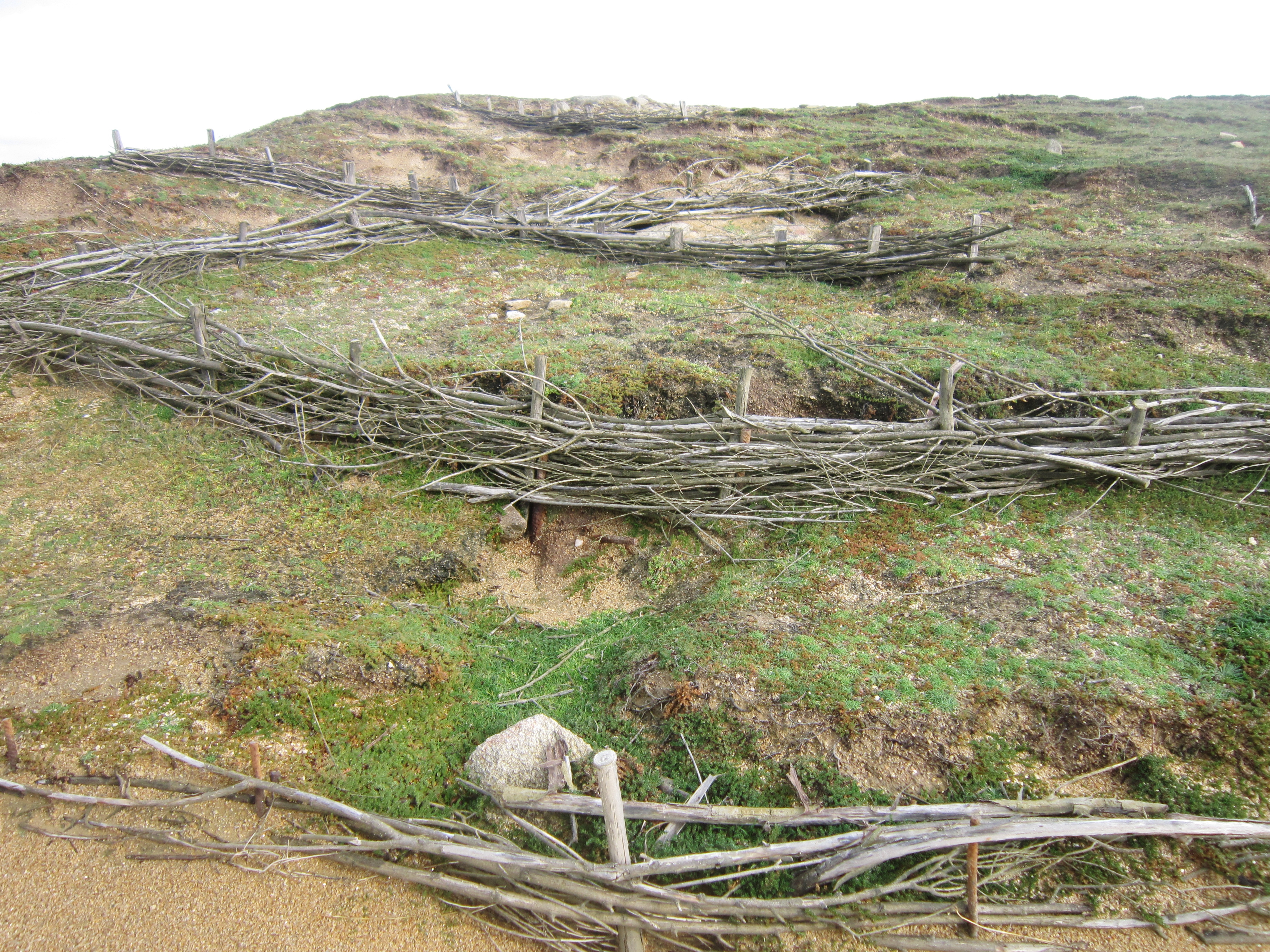
Fascines près de la pointe du Percho (Côte Sauvage de Saint-Pierre-Quiberon) servant à protéger les dunes de l'érosion.

### Stabilisation des routes en zones marécageuses
Encore au XIXe siècle, lorsqu'une route traverse un marais et en général lorsqu'elle est placée sur un sol tourbeux ou de peu de consistance, on l'établit quelquefois sur un grillage en bois ou sur un fascinage, à moins qu'on ne préfère recharger à loisir les remblais en terre ou cailloutis à mesure qu'ils s'affaissent. On place un premier lit de fascinages transversalement à la route mais avec un peu d'obliquité vers l'amont, puis une couche de gravier de 40 à 50 cm d'épaisseur puis une deuxième couche de fascinages croisée avec la précédente surmontée à son tour d'une deuxième couche de gravier de 30 cm d'épaisseur sur cette dernière on établit enfin l'encaissement. Les fascines ont des longueurs variables de 1,5 m à 2,5 m et des grosseurs entre 20 mm et 30 mm de diamètre. Les lits de fascines forment une sorte de grillage flexible léger perméable à l'eau, qui répartit le poids de la route sur une grande surface. Dans les marais d'eau douce on emploie des fascines vertes parce qu'elles peuvent y végéter.

### Gestion des sols

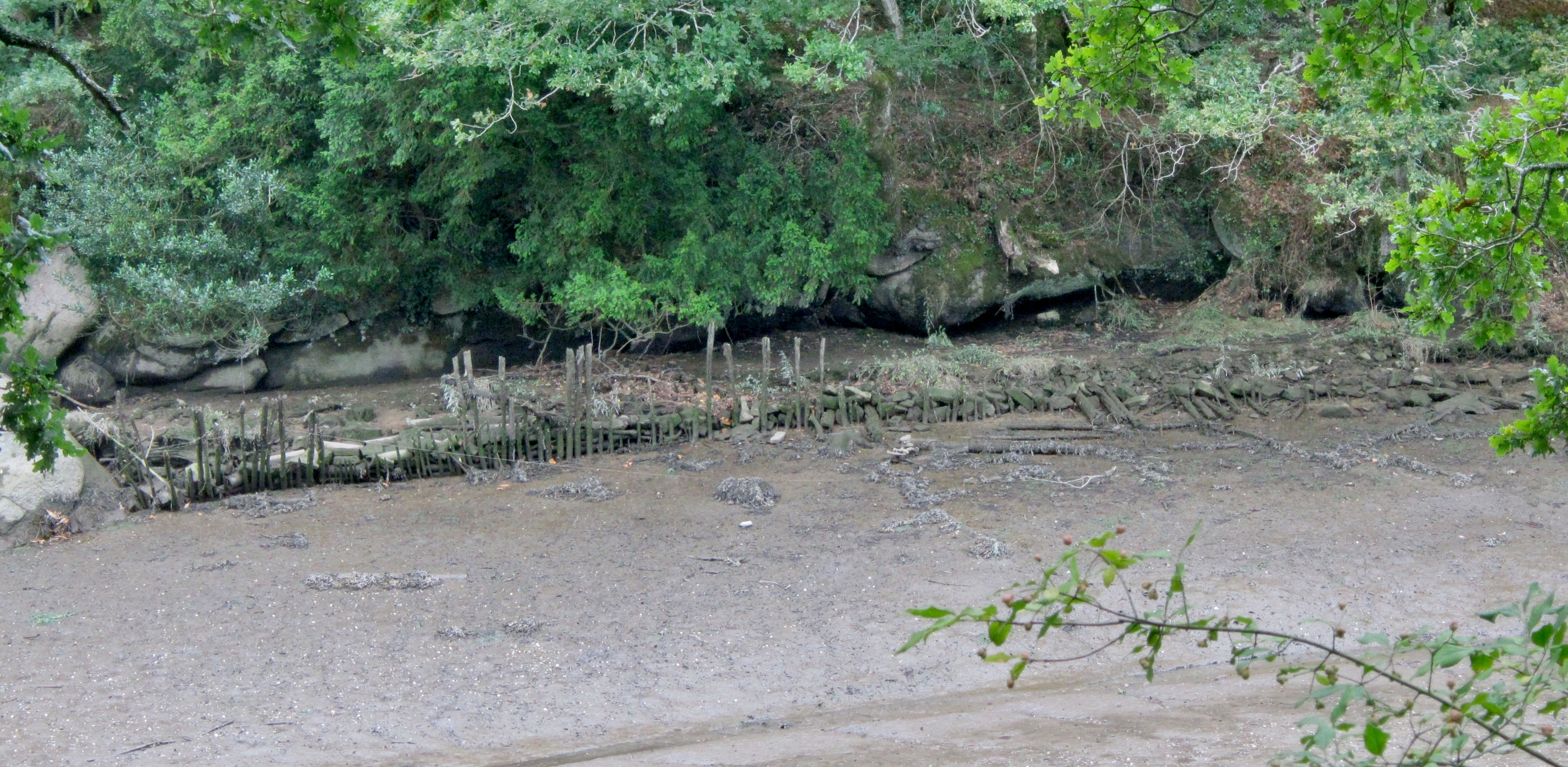
Fascines anciennes ayant servi à retenir des sédiments afin d'aménager un terre-plein sans doute ostréicole (rive droite de la ria de l'Aven, anse située juste en aval de Pont-Aven, à cheval sur la commune de Névez).

Sur les dunes et les petits bassins versants, le fascinage favorise la formation de terrasses et limite de manière significative l'érosion des sols en freinant les ruissellements et l'érosion éolienne, et en provoquant la sédimentation de la terre. Il garantit le maintien du sol sur une surface importante mais n'assure pas une revégétalisation rapide.

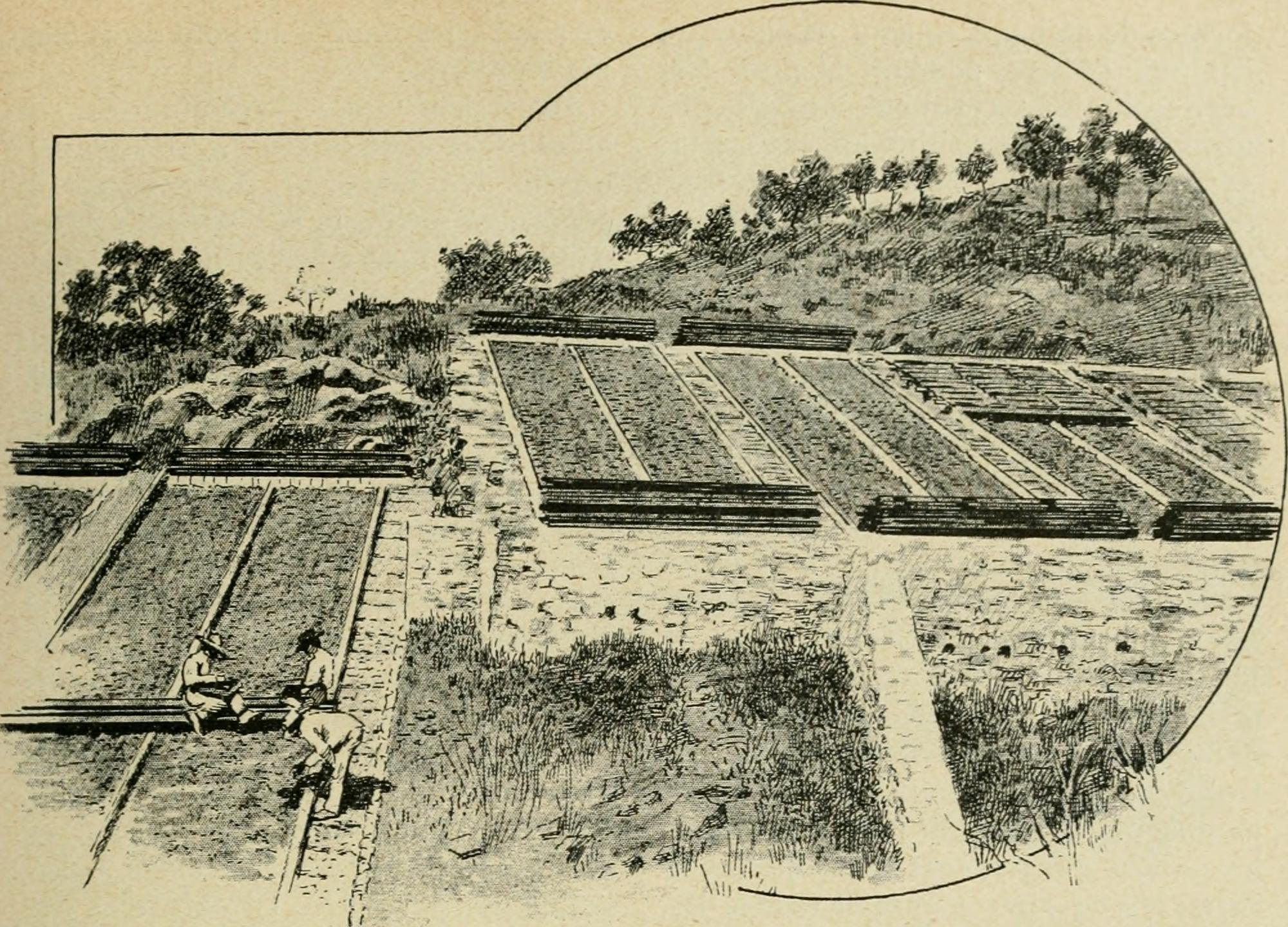
« On dispose des fascines qui empêchent la terre de s'ébouler », Le Monde moderne (périodique), 1895, Paris.

Des fascines composées de deux rangées de piquets de saules, qui s'enracinent facilement, disposés des deux côtés de fagots de branches filtrent les éléments terreux et freinent le ruissellement. Ces fascines peuvent être comptabilisées par les agriculteurs comme SET (Surface d'équivalence topographique) et constituer des composants du maillage des trames vertes.
On distingue les fascines vives ou vivantes capables de rejeter, c'est-à-dire des fagots constitués de branches capables de pousser en s'enracinant dans la berge et des fascines sèches ou mortes constituées de branches inertes ou de fibres longues de coco. Dans ce dernier cas, on parle souvent de boudin de coco. Les boudins de coco prévégétalisés avec des hélophytes se nomment fascines pré-végétalisées. Elles sont utilisées en protection des berges des lacs et cours d'eau.

### Militaire

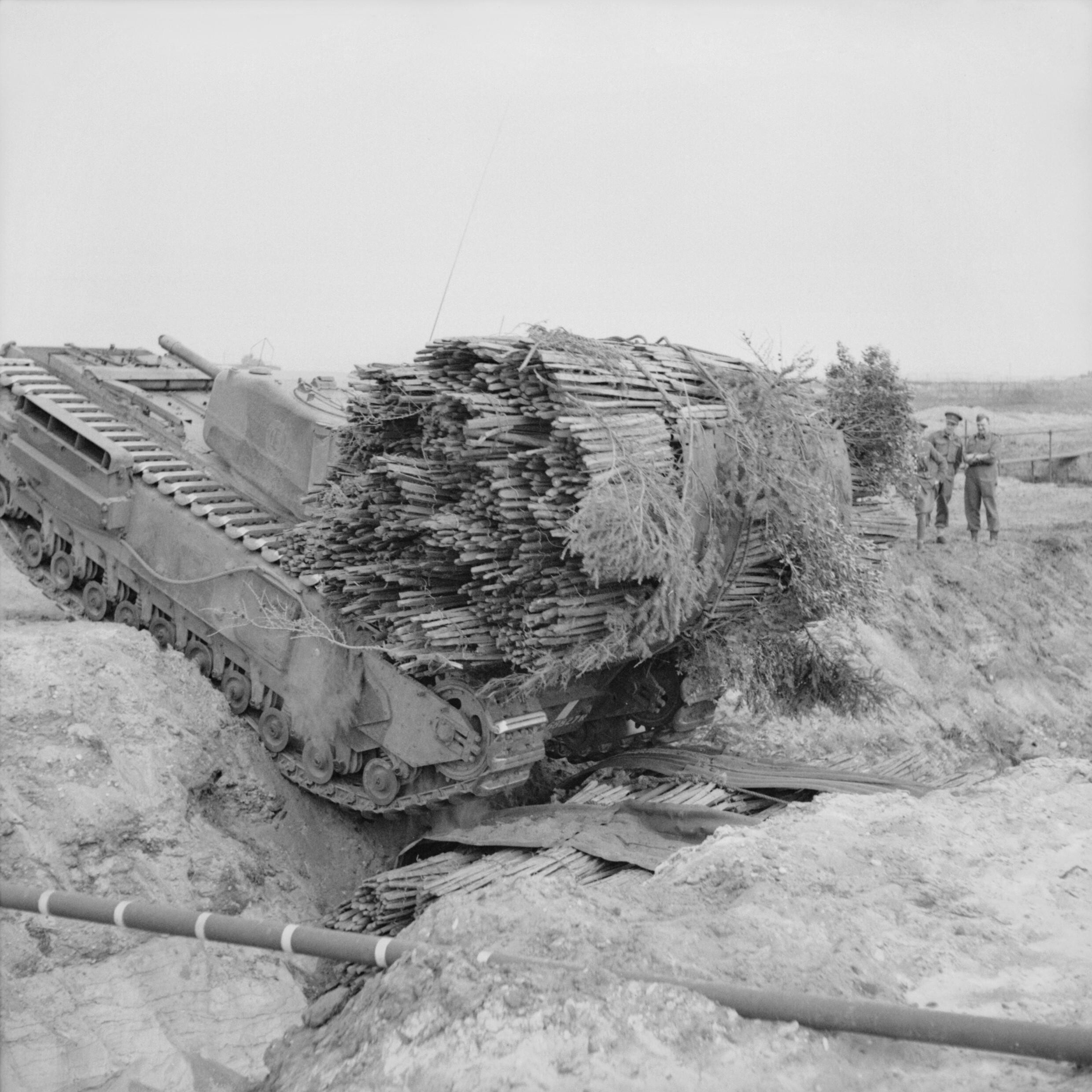
Fascines transportées par un char Churchill Avre durant la Seconde Guerre mondiale franchissant un fossé lui-même comblé avec des fascines.

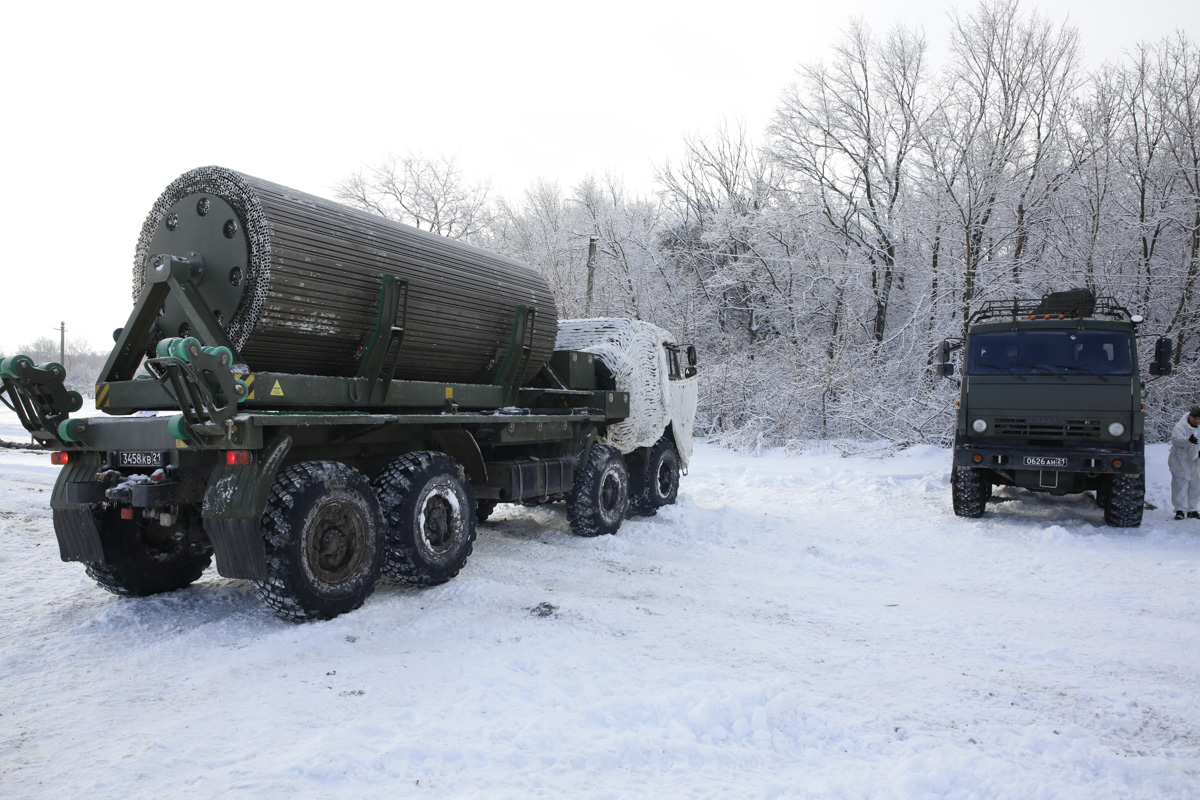
Fascine militaire russe.

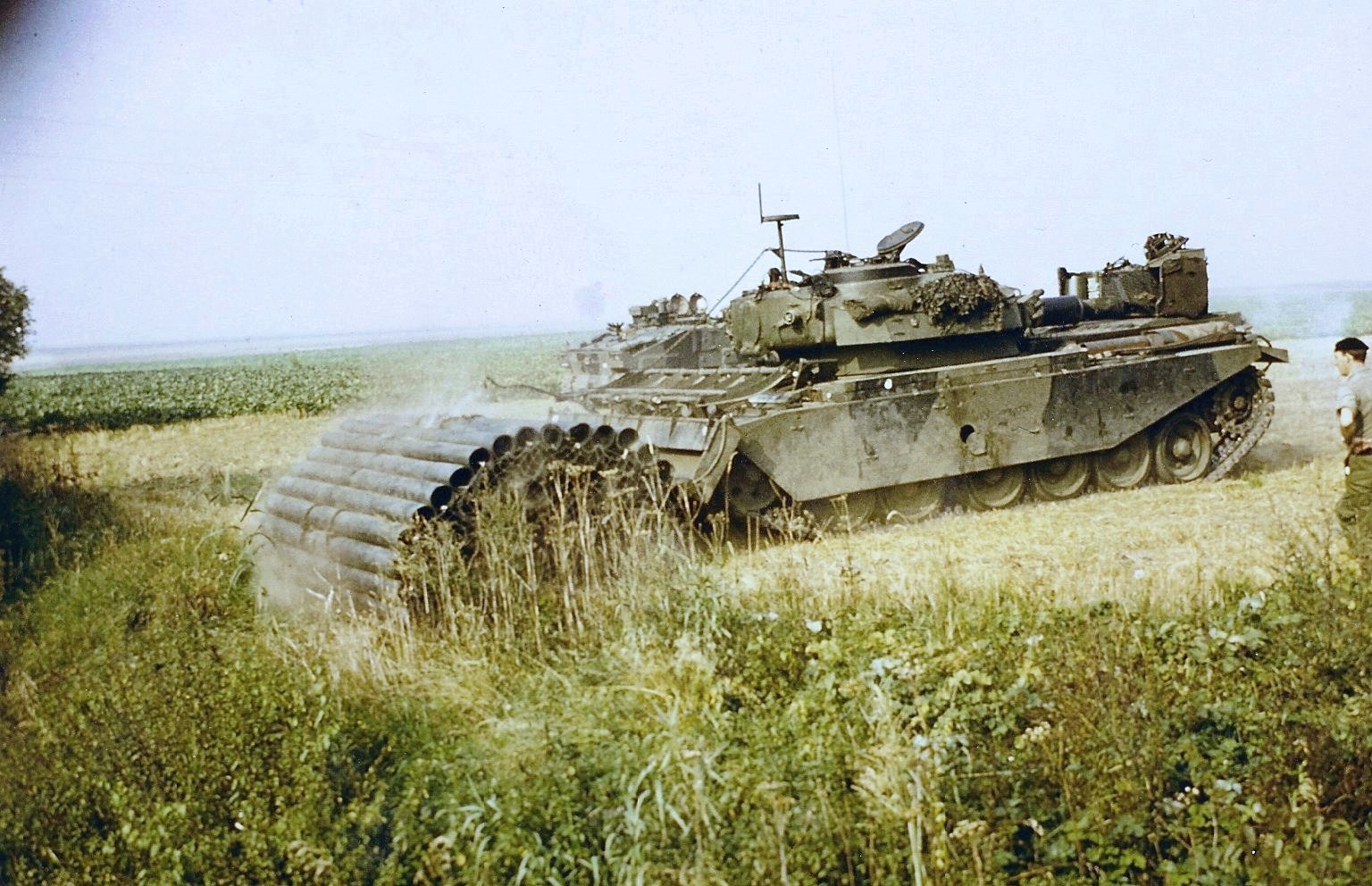
Centurion AVRE posant une fascine.

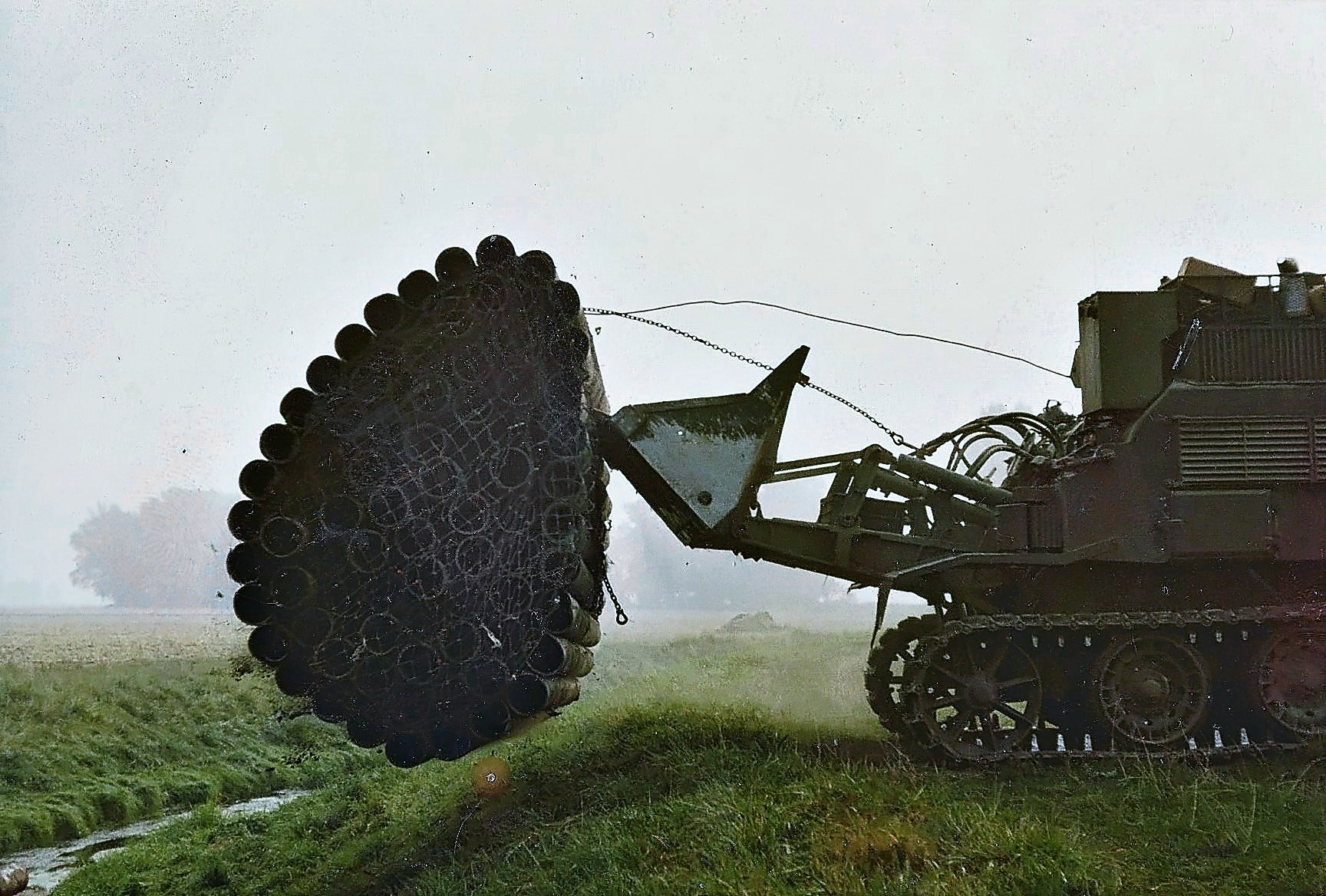
Combat Engineer Tractor posant une fascine.

Les fascines ont aussi un usage militaire de comblement des fossés notamment.
Une fascine peut servir à :
1. combler les fossés avant une attaque ;
2. protéger les combattants ;
3. protéger les engins et pièces d'artillerie.

La fascine fait partie des outils d'attaque et de défense des places fortes utilisés en particulier au Moyen Âge lors de l'attaque de châteaux. Ainsi, dans la Chanson de la croisade albigeoise, l'auteur évoque l'utilisation de fascines lors du siège du château de Pujol, tenu par les croisés et attaqué par les hommes des comtes de Toulouse, Comminges et Foix : « leur troupe va aux fascines, prestement : il n'y a ni chevalier ni bourgeois ni sergent qui n'apporte à l'instant une charge sur son cou, ils jettent tout cela dans les fossés, qu'ils comblent parfaitement, si bien qu'ils parviennent au pied de la muraille ». 
Les fascines furent également utilisées durant la Seconde Guerre mondiale.